# 大明寺教会
大明寺教会（だいみょうじきょうかい）は、長崎県長崎市にあるカトリック長崎教区の教会である。
沖之島にある馬込教会の巡回教会となっている。

## 歴史
- 1879年（明治12年）頃、旧教会堂建立
- 1880年（明治13年）大明寺教会設立
- 1973年（昭和48年）現教会堂建立

なお現教会堂は非公開となっているため、通常は中を見ることはできない。

## 所在地
〒851-1201　長崎県長崎市伊王島町1-1060

## 旧教会堂の建物
パリ外国宣教会のブレル神父の指導により、伊王島の大工大渡伊勢吉によって建てられた、瓦葺き木造平屋建て入母屋造の建物である。建物の外観は伝統的な日本家屋と変わりないが、内部は三廊式の教会堂建築である。福江島の立谷教会とほぼ同時期に建てられ、長崎の教会堂建築としては大浦天主堂に次いで古かった。
1975年（昭和50年）に解体調査が行われ、その後1995年（平成7年）に愛知県犬山市の明治村に復元され、2004年（平成16年）に国の登録有形文化財に登録されている。